# Tea (Dakota Południowa)
Tea – miasto w Stanach Zjednoczonych, w stanie Dakota Południowa, w hrabstwie Lincoln.